# 内田至
内田 至（うちだ いたる、1932年8月31日 - 2024年9月28日）は、日本の水産生物学者。
東京渋谷生まれ。東京水産大学増殖科卒、1975年「太平洋産アカウミガメの資源生物学的研究」で東京大学農学博士。江ノ島水族館勤務、東京水産大学助手、1966年姫路市立水族館長となり、名古屋港水族館館長を務め、2008年退任。姉は現代舞踊家の内田裕子（1930-2016）。

## 著書
- 『ウミガメの大洋航海』金尾恵子絵 文研出版 1977
- 『カメを飼ってみよう』田沢梨枝子絵 さ・え・ら書房 やさしい科学　1985
- 『こうら』金尾恵子え 福音館書店 かがくのとも傑作集　1988
- 『世界の天然記念物 国際保護動物 第9巻　両生類・爬虫類』編著 講談社 1989
- 『ウミガメの海岸』フレーベル館 森の新聞 1996

### 翻訳
- John Sparks 総編集『海洋大図鑑』日本語版総監修 ネコ・パブリッシング 2007